# Chiesa di Santa Maria della Porta (Scala)
La chiesa di Santa Maria della Porta, chiamata anche cappella di Santa Maria ad Portam, è una chiesa ubicata a Scala, nella frazione di Santa Caterina.

## Storia
Della chiesa non si conosce la data esatta di costruzione; si è ipotizzato che venne realizzata nello stesso periodo in cui furono edificate le mura difensive di Scala e la porta nord, in quanto parte della struttura poggia su di essa: probabilmente il nome deriva proprio dalla porta di accesso al paese. La prima testimonianza dell'esistenza della chiesa risale al 1565, descritta a seguito di una visita pastorale: menzionata anche come santuario, risulta, nelle successive visite pastorali, in buono stato.
Fu restaurata nel 1759 da un membro della famiglia Afeltra e nel 1824 da Angelo Mansi e altri fedeli: divenne in questo periodo sede della confraternita di San Paolo, sciolta poco dopo. A partire dalla metà del XIX secolo venne abbandonata e trasformata in fienile: verrà totalmente ristrutturata nel 1990.

## Descrizione
La chiesa si trova nelle vicinanze della chiesa di Santa Caterina d'Alessandria, in posizione decentrata rispetto al centro abitato, nei pressi di un torrente. È preceduta da un terrazzamento che funge da sagrato. La facciata è posta lateralmente ed è caratterizzata da un unico portale d'ingresso, posto nella parte sinistra, incorniciato in lesene a stucco e sormontato da una lunetta a tutto sesto; nella parte superiore si aprono tre finestre rettangolari. Internamente è di forma rettangolare, a navata unica, con copertura a volta a botte lunettata.
L'altare maggiore è posto nell'abside sul muro di fondo, mentre dal lato sinistro si accede alla sacrestia. Lungo le pareti sono presenti delle lesene che dividono vari riquadri con cornici decorate con motivi geometrici e floreali, in stile neoclassico: le stesse decorazioni si ritrovano nella volta. La pavimentazione è in rigiole in cotto, alcune delle quali smaltate in ceramica con raffigurazioni di motivi geometrici e ornamentali. La copertura è a doppio spiovente, con tegole in cotto, sostenuta da capriate in legno.